# لتینی
لتینی (به چکی: Letiny) یک منطقهٔ مسکونی در جمهوری چک است که در Plzeň-South District واقع شده‌است. لتینی ۱۹٫۳ کیلومتر مربع مساحت و ۶۳۱ نفر جمعیت دارد و ۴۷۰ متر بالاتر از سطح دریا واقع شده‌است.